# Быков, Юрий Александрович
Ю́рий Алекса́ндрович Бы́ков (11 января 1963, Никольск, Пензенская область) — советский и российский футболист, тренер. Заслуженный тренер России (18 мая 2006).

## Карьера

### Футболист
Воспитанник московской ФШМ. В советское время выступал за такие команды, как «Динамо» (Брянск), «Локомотив» (Москва), «Шинник» (Ярославль), «Судостроитель» (Николаев).
В российское время в основном играл за команды из Московского региона. В 1996 году провёл 6 игр в высшей лиге за новороссийский «Черноморец». Завершал свою карьеру футболист в ногинском «Автомобилисте».

### Тренер
В течение нескольких лет тренировал ряд подмосковных команд во втором дивизионе. В 2007 году в течение двух месяцев руководил в первом дивизионе рязанским «Спартаком-МЖК», однако в скором времени этот клуб снялся с первенства.
В 2009 году возглавил «Шинник», однако вывести команду в премьер-лигу не сумел. В 2010 году был главным тренером белгородского «Салюта». Придя в клуб по ходу сезона, не сумел спасти клуб от вылета из первого дивизиона. После окончания первенства был уволен.
С ноября 2012 по апрель 2013 года готовил команду «Жемчужина-Сочи» к сезону (в том числе — через товарищеские матчи), но клуб никуда не заявился. С 2013 года — главный тренер клуба «Биолог-Новокубанск». В 2016—2017 годах возглавлял брянское «Динамо». В 2017—2022 годах — старший тренер выпускных возрастов СШОР «Красногвардеец». С 2023 года — главный тренер команды «Металлург-Видное».